# Kurortne
Kurortne (în ucraineană Курортне) este o așezare de tip urban din orașul regional Feodosia, Republica Autonomă Crimeea, Ucraina. În afara localității principale, nu cuprinde și alte sate.

## Demografie
Componența lingvistică a așezării de tip urban Kurortne
     Rusă (91,46%)
     Ucraineană (7,59%)
     Alte limbi (0,32%)
Conform recensământului din 2001, majoritatea populației așezării de tip urban Kurortne era vorbitoare de rusă (91,46%), existând în minoritate și vorbitori de ucraineană (7,59%).